# رموز تحكم يونيكود
تُستخدم العديد من أحرف Unicode للتحكم في تفسير النصوص أو عرضها، إلا أن هذه الأحرف نفسها لا تمتلك تمثيلًا بصريًا أو مكانيًا. على سبيل المثال، يُستخدم الحرف null (U+0000 NULL) في بيئات تطبيقات البرمجة C للإشارة إلى نهاية سلسلة من الأحرف. وبهذه الطريقة، لا تتطلب هذه البرامج سوى عنوان ذاكرة ابتدائي واحد للسلسلة (بدلاً من عنوان ابتدائي وطول)، حيث تنتهي السلسلة بمجرد قراءة البرنامج للحرف null.
بالمعنى الأضيق، رمز التحكم هو حرف من الفئة العامة Cc، والتي تشمل رمزي التحكم C0 وC1، وهو مفهوم مُعرّف في ISO/IEC 2022 ومُوروث من الترميز الموحد، مع تعريف المجموعة الأكثر شيوعًا في ISO/IEC 6429. تُعامل رموز التحكم بشكل مختلف عن أحرف الترميز الموحد العادية، على سبيل المثال، من خلال عدم تعيين أسماء أحرف لها (على الرغم من تعيين أسماء مستعارة رسمية معيارية لها). بالمعنى الأوسع، يشار إلى أحرف التنسيق غير القابلة للطباعة الأخرى، مثل تلك المستخدمة في النص ثنائي الاتجاه، أيضًا باسم أحرف التحكم بواسطة البرامج؛ يتم تعيينها في الغالب إلى الفئة العامة Cf (تنسيق)، والتي تستخدم لمؤثرات التنسيق التي قدمها وحددها الترميز الموحد نفسه.